# Tomentgaurotes maculosus
Tomentgaurotes maculosus là một loài bọ cánh cứng trong họ Cerambycidae.